# Psilocerea psegma
Psilocerea psegma är en fjärilsart som beskrevs av Claude Herbulot 1981. Psilocerea psegma ingår i släktet Psilocerea och familjen mätare. Inga underarter finns listade.